# Allyson Felix
Allyson Felix (n. 18 noiembrie 1985, Los Angeles, California, SUA) este o fostă atletă americană, specializată în alergări pe distanță scurtă. Este cea mai titrată atletă din toate timpurile.

## Carieră
Americanca a cucerit prima medalie la Jocurile Olimpice din 2004 de la Atena, și a câștigat ultima medalie la Campionatul Mondial din 2022. De-a lungul carierei sale ea a participat la cinci ediții ale Jocurilor Olimpice și a cucerit șapte titluri olimpice la care se adaugă trei medalii de argint și una de bronz, și a depășit-o pe Merlene Ottey.
La mondialele de Atletism Allyson Felix are în palmares 14 titluri, trei medalii de argint și două de bronz la 200 m, 400 m, 4×100 m, 4×400 m și 4×400 m mixt. Cu ștafeta SUA a stabilit două recorduri mondiale, la 4×100 m și la 4×400 m mixt. În anul 2022 s-a retras din activitate.

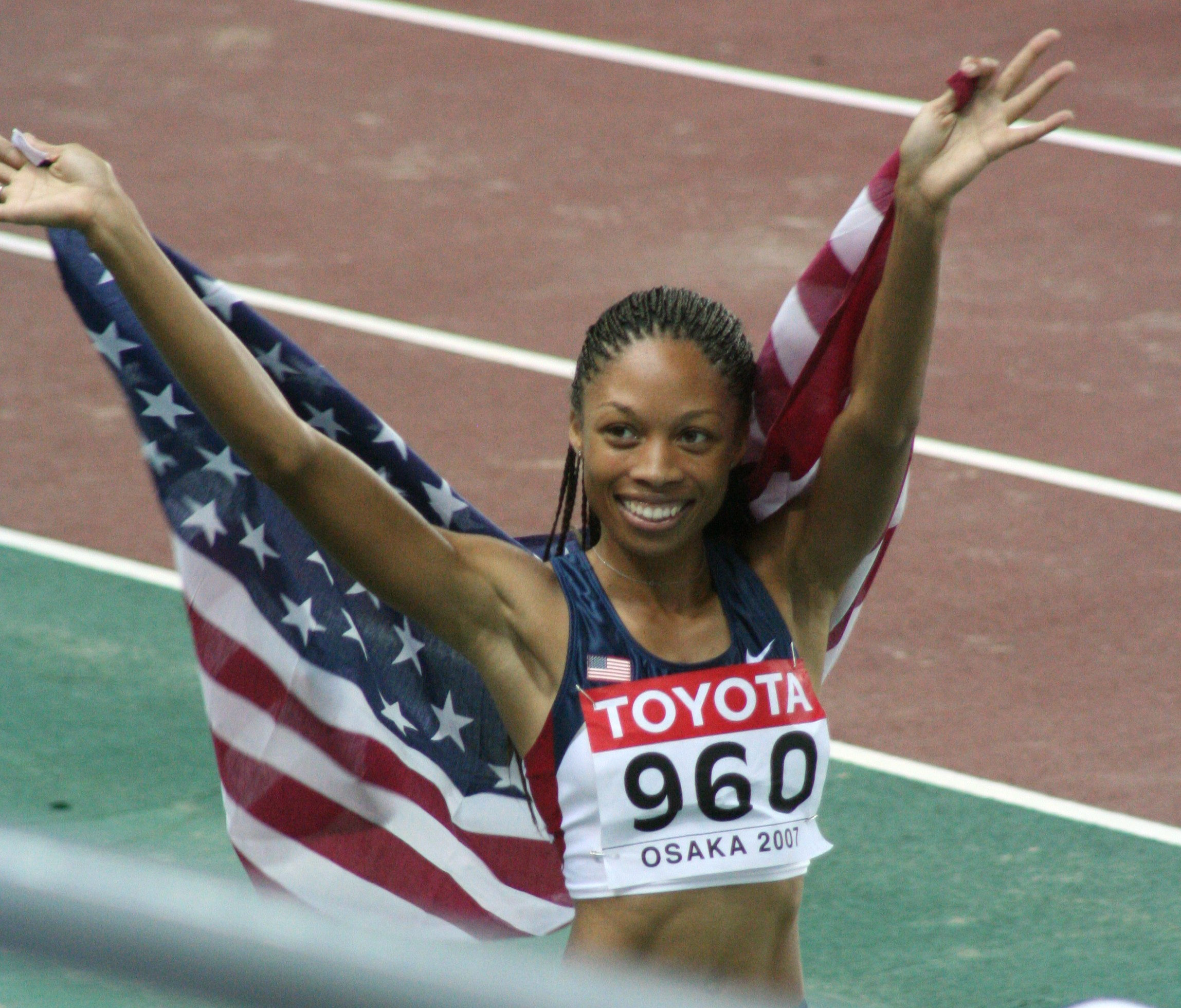
La CM din 2007
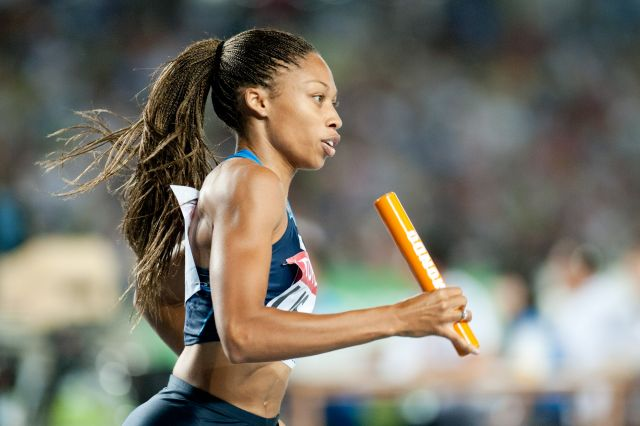
La CM din 2011
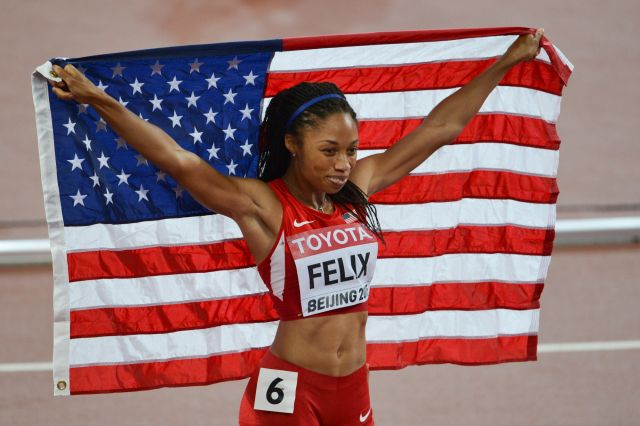
La CM din 2015

## Realizări
| An   | Competiție                            | Locație                  | Loc | Eveniment             | Note       |
| ---- | ------------------------------------- | ------------------------ | --- | --------------------- | ---------- |
| 2001 | Campionatul Mondial de Juniori sub 18 | Debrecen, Ungaria        | 1   | 100 m                 | 11,57      |
| 2001 | Campionatul Mondial de Juniori sub 18 | Debrecen, Ungaria        | 1   | ștafetă mixtă         | 2:03,83    |
| 2002 | Campionatul Mondial de Juniori sub 20 | Kingston, Jamaica        | 5   | 200 m                 | 23.48      |
| 2002 | Campionatul Mondial de Juniori sub 20 | Kingston, Jamaica        | 2   | 4×100 m               | 43,92      |
| 2003 | Campionatul Mondial                   | Paris, Franța            | 22  | 200 m                 | 23,33      |
| 2004 | Jocurile Olimpice                     | Atena, Grecia            | 2   | 200 m                 | 22,18      |
| 2005 | Campionatul Mondial                   | Helsinki, Finlanda       | 1   | 200 m                 | 22,16      |
| 2007 | Campionatul Mondial                   | Osaka, Japonia           | 1   | 200 m                 | 21,81      |
| 2007 | Campionatul Mondial                   | Osaka, Japonia           | 1   | 4×100 m               | 41,98      |
| 2007 | Campionatul Mondial                   | Osaka, Japonia           | 1   | 4×400 m               | 3:18,55    |
| 2008 | Jocurile Olimpice                     | Beijing, China           | 2   | 200 m                 | 21,93      |
| 2008 | Jocurile Olimpice                     | Beijing, China           | 1   | 4×400 m               | 3:18,54    |
| 2009 | Campionatul Mondial                   | Berlin, Germania         | 1   | 200 m                 | 22,02      |
| 2009 | Campionatul Mondial                   | Berlin, Germania         | 1   | 4×400 m               | 3:17,83    |
| 2010 | Campionatul Mondial în sală           | Doha, Qatar              | 1   | 4×400 m               | 3:27,34    |
| 2011 | Campionatul Mondial                   | Daegu, Coreea de Sud     | 3   | 200 m                 | 22,42      |
| 2011 | Campionatul Mondial                   | Daegu, Coreea de Sud     | 2   | 400 m                 | 49,59      |
| 2011 | Campionatul Mondial                   | Daegu, Coreea de Sud     | 1   | 4×100 m               | 41,56      |
| 2011 | Campionatul Mondial                   | Daegu, Coreea de Sud     | 1   | 4×400 m               | 3:18,09    |
| 2012 | Jocurile Olimpice                     | Londra, Regatul Unit     | 5   | 100 m                 | 10,89      |
| 2012 | Jocurile Olimpice                     | Londra, Regatul Unit     | 1   | 200 m                 | 21,88      |
| 2012 | Jocurile Olimpice                     | Londra, Regatul Unit     | 1   | 4×100 m               | 40,82 RM   |
| 2012 | Jocurile Olimpice                     | Londra, Regatul Unit     | 1   | 4×400 m               | 3:16,88    |
| 2013 | Campionatul Mondial                   | Moscova, Rusia           | NT  | 200 m                 | –          |
| 2015 | Ștafetele Mondiale                    | Nassau, Bahamas          | 2   | 4×100 m               | 42,32      |
| 2015 | Campionatul Mondial                   | Beijing, China           | 1   | 400 m                 | 49,26      |
| 2015 | Campionatul Mondial                   | Beijing, China           | 2   | 4×100 m               | 41,68      |
| 2015 | Campionatul Mondial                   | Beijing, China           | 2   | 4×400 m               | 3:19,44    |
| 2016 | Jocurile Olimpice                     | Rio de Janeiro, Brazilia | 2   | 400 m                 | 49,51      |
| 2016 | Jocurile Olimpice                     | Rio de Janeiro, Brazilia | 1   | 4×100 m               | 41,01      |
| 2016 | Jocurile Olimpice                     | Rio de Janeiro, Brazilia | 1   | 4×400 m               | 3:19,06    |
| 2017 | Campionatul Mondial                   | Londra, Regatul Unit     | 3   | 400 m                 | 50,08      |
| 2017 | Campionatul Mondial                   | Londra, Regatul Unit     | 1   | 4×100 m               | 41,82      |
| 2017 | Campionatul Mondial                   | Londra, Regatul Unit     | 1   | 4×400 m               | 3:19,02    |
| 2019 | Campionatul Mondial                   | Doha, Qatar              | 1   | 4×400 m ștafetă mixtă | 3:09,34 RM |
| 2019 | Campionatul Mondial                   | Doha, Qatar              | 1   | 4×400 m               | 3:22,96    |
| 2021 | Jocurile Olimpice                     | Tokio, Japonia           | 3   | 400 m                 | 49,46      |
| 2021 | Jocurile Olimpice                     | Tokio, Japonia           | 1   | 4×400 m               | 3:16,85    |
| 2022 | Campionatul Mondial                   | Eugene, Statele Unite    | 3   | 4×400 m ștafetă mixtă | 3:10,16    |
| 2022 | Campionatul Mondial                   | Eugene, Statele Unite    | 1   | 4×400 m               | 3:23,38    |

1. 1 2 3  Allyson Felix a participat doar la calificări, dar a primit o medalie.

## Recorduri personale
| Probă           | Performanță | Dată               | Locație      |
| --------------- | ----------- | ------------------ | ------------ |
| 100 m           | 10,89       | 4 august 2012      | Londra       |
| 200 m           | 21,69       | 30 iunie 2012      | Eugene       |
| 400 m           | 49,26       | 27 august 2015     | Beijing      |
| 4×100 m         | 40,82 RM    | 10 august 2012     | Londra       |
| 4×400 m         | 3:16,85     | 7 august 2021      | Tokio        |
| 4×400 m mixt    | 3:09,34 RM  | 29 septembrie 2019 | Doha         |
| 60 m în sală    | 7,10        | 11 februarie 2012  | Fayetteville |
| 200 m în sală   | 22,59       | 11 februarie 2012  | Fayetteville |
| 400 m în sală   | 51,37       | 28 februarie 2010  | Albuquerque  |
| 4×400 m în sală | 3:27,34     | 14 martie 2010     | Doha         |